# Le Fréchet
Le Fréchet är en kommun i departementet Haute-Garonne i regionen Occitanien i södra Frankrike. Kommunen ligger i kantonen Saint-Martory som tillhör arrondissementet Saint-Gaudens. År 2022 hade Le Fréchet 120 invånare.

## Befolkningsutveckling
Antalet invånare i kommunen Le Fréchet
Referens:INSEE